# Adrian Kurek
Adrian Kurek (ur. 29 marca 1988) – polski kolarz szosowy, mistrz Polski (2017), były zawodnik grupy Mazowsze Serce Polski.
Będąc zawodnikiem  CCC Polkowice oraz ekipy Oceane Cycle Poitevin, uczestniczył w Tour de Pologne w drużynie Reprezentacji Polski. Został najaktywniejszym kolarzem tego wyścigu, a przez trzy etapy był wiceliderem w klasyfikacji generalnej (2011). Dzięki dobrej jeździe w wyścigu podpisał pierwszy zawodowy kontrakt z irlandzkim zespołem Utensilnord Named, w którego barwach wystartował w Tour de Pologne 2012. Ponownie zwyciężył w klasyfikacji najaktywniejszych. 
W listopadzie 2021 r. ogłosił zakończenie kariery zawodowej. 
Jest studentem Wyższej Szkoły Gospodarki na kierunku turystyka i rekreacja.

## Najważniejsze osiągnięcia
- 2017 
  -  1. miejsce w mistrzostwach Polski - wyścigu ze startu wspólnego
- 2015
  - 1. miejsce w Podlasie Tour
  - 1. miejsce na 5. etapie Małopolskiego Wyścigu Góskiego
- 2014
  - 2. miejsce w Tour of Estonia
    - 1. miejsce na 2. etapie

  - 8. miejsce w Dookoła Mazowsza
- 2012
  - 5. miejsce w Małopolskim Wyścigu Górskim
  -  koszulka najaktywniejszego kolarza w Tour de Pologne 2012
- 2011
  - etap w Tour de Gironde
  - zwycięstwo w Trophée des Champions
  - siódmy w mistrzostwach Polski w jeździe indywidualnej na czas
  - czwarty w Małopolskim Wyścigu Górskim
  -  koszulka najaktywniejszego kolarza w Tour de Pologne 2011
- 2009
  - drugi w Vienne Classic Espoirs
  - wygrana w Route de l'Atlantique
  - srebrny medal w mistrzostwach Polski do lat 23 (jazda indywidualna na czas)